# Tenuiproboscis clupei
Tenuiproboscis clupei is een soort in de taxonomische indeling van de Acanthocephala (haakwormen). De worm wordt meestal 1 tot 2 cm lang. Ze komen algemeen voor in het maag-darmstelsel van ongewervelden, vissen, amfibieën, vogels en zoogdieren.
De haakworm komt uit het geslacht Tenuiproboscis en behoort tot de familie Pomphorhynchidae. Tenuiproboscis clupei werd in 1992 beschreven door N. K. Gupta & Sinha.